# 源通子
源通子（みなもと の つうし，？—1221年），第83代土御門天皇後宮，第88代後嵯峨天皇生母。父参議正四位下左近衛中將源通宗（源通親長子、贈从一位左大臣）。
源通子为典侍，受土御門天皇寵愛。建历元年（1211年）生春子女王，建保元年（1213年）生覺子內亲王（准三宮、正親町院），建保2年（1214年）生仁助法親王，建保4年（1216年）生靜仁法親王，承久2年（1220年）生邦仁王（後嵯峨天皇）。承久3年（1221年）八月，源通子去世。後嵯峨天皇即位，仁治3年（1243年）七月十一日，贈母亲源通子为皇太后。